# Correia Pinto
Pour les articles homonymes, voir Correia et Pinto.
Correia Pinto est une ville brésilienne de l'intérieur de l'État de Santa Catarina.

## Généralités
La municipalité se situe dans les hauts-plateaux du sud de Santa Catarina, à une distance de 225 km de la capitale, Florianópolis. La ville vit principalement de l'industrie du bois. Ses principales attractions touristiques sont ses eaux thermales, le barrage du rio Tributo, la cascade de Cerro Pelado et le sommet du morro da Cruz.
En septembre, on y fête la Semana Farroupilha et, en mai, la Festa do Peão Laçador.

## Géographie
Correia Pinto se situe à une latitude 27° 35′ 05″ sud et à une longitude de 50° 21′ 40″ ouest, à une altitude de 847 mètres. Sa population était de 14 794 habitants au recensement de 2010. La municipalité s'étend sur 652 km2.
Elle fait partie de la microrégion de Campos de Lages, dans la mésoregion Serrana de Santa Catarina.

## Hydrographie
Les rivières Rio Tributo et Rio das Pombas confluent avec la rivière Rio Canoas sur le territoire de Correia Pinto.

## Villes voisines
Correia Pinto est voisine des municipalités (municípios) suivantes :
- Curitibanos
- Ponte Alta
- Palmeira
- Lages
- São José do Cerrito